# Milena (Sizilien)
Milena (sizilianisch Milocca) ist eine Gemeinde im Freien Gemeindekonsortium Caltanissetta in der Region Sizilien in Italien mit 2670 Einwohnern (Stand 31. Dezember 2023).

## Lage und Daten
Milena liegt 45 km westlich von Caltanissetta. Die Einwohner arbeiten hauptsächlich in der Landwirtschaft oder im Kalium- und Steinsalzabbau.
Die Nachbargemeinden sind Bompensiere, Campofranco, Grotte (AG), Racalmuto (AG) und Sutera.

## Geschichte
Der Ort wurde das erste Mal im 13. Jahrhundert erwähnt. 1923 entstand die heutige Gemeinde aus den Ortsteilen Milocca (vorher Sutera) und San Biaggio (vorher Campofranco). Sie hieß zunächst Milocca. 1933 wurde sie umbenannt nach Milena von Montenegro, der Schwiegermutter des italienischen Königs Viktor Emanuel III.

## Sehenswürdigkeiten
Die Pfarrkirche aus dem 19. Jahrhundert steht am Hauptplatz des Ortes.
Ein Antiquarium zeigt Funde aus der Gegend, zum Beispiel aus zwei tholosartigen Gräbern (Tholos A und B) am Monte Campanella, etwa 2 km südwestlich des Stadtkerns, in denen sich u. a. Mykenische Keramik aus dem 13. oder 12. Jahrhundert v. Chr. (SH IIIB oder IIIC), Keramik im Stil der sizilianischen Thapsos-Kultur, zwei Bronzeschwerter sowie ein Bronzebecken mit eingetieftem Boden und senkrechter Wandung, das Parallelen in Enkomi auf Zypern hat und wahrscheinlich ägäisch beeinflusst ist, fanden.
Im Osten von Milena liegt das Dorf und das Kloster San Martino. Dieses wurde im 18. Jahrhundert erbaut.

## Städtepartnerschaft
Milena pflegt eine Städtepartnerschaft mit der französischen Gemeinde Aix-les-Bains im Département Savoyen.